# スパルティ
スパルティ（現代ギリシャ語: Σπάρτη / Sparti）は、ギリシャ共和国ペロポネソス地方ラコニア県にある都市であり、その周辺地域を含む基礎自治体（ディモス）。ラコニア県の県都である。古代ギリシャの有力都市国家スパルタの故地に位置するが、現在ある都市は19世紀に建設されたものである。現代の都市についても「スパルタ」と表記されることがある。

## 地理

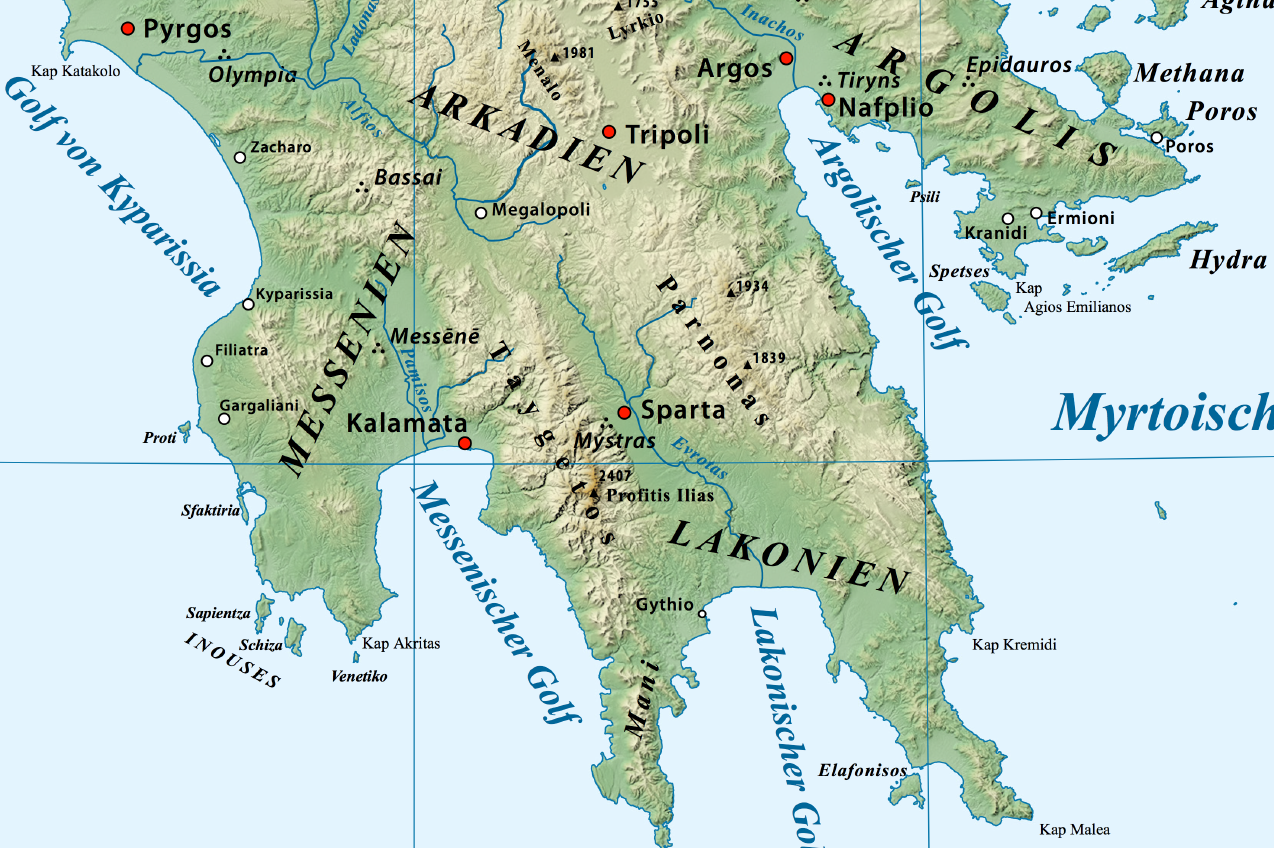
スパルティ周辺の地形（ドイツ語）

### 位置・広がり
スパルティの街は、ラコニア県北西部の内陸の盆地に位置する。スパルティ市街はエヴロタス川の右岸（西岸）に位置しており、市街の背後（西）にはタイゲトス山脈の山々が連なっている。
自治体（ディモス）としてのスパルティ市は、2011年に西のミストラス市など周辺6自治体と合併した。市の面積は約14倍の1189.8km2となり、西はタイゲトス山脈から東はパルノナス山脈までの広大な市域を持つこととなった。市域はラコニア県北部を占め、南にエヴロタス市と接する。市域の北と東はアルカディア県、西はタイゲトス山脈を隔ててメッシニア県であり、北隣のトリポリ市、西隣のカラマタ市との間は幹線道路で結ばれている。

### 地勢
スパルティのある盆地は、タイゲトス山脈とパルノナス山脈にはさまれたリフトバレー（裂谷。地溝の一種）である。

### 主要な都市・集落
スパルティ市域に含まれる人口1000人以上の都市・集落には以下がある（人口統計は2001年国勢調査による）。
- スパルティ（Σπάρτη : スパルティ地区） - 14,817人
- マグラ（Μαγούλα : ミストラス地区） - 1,475人
- クシロカンビ（Καπαρέλλι : ファリス地区） - 1,001人

市域の地名では、ユネスコ世界遺産に登録されている中世都市遺跡ミストラスが著名である。スパルティ市街の西約5kmに位置し、ミストラス（Μυστράς）の名を持つ人口485人ほどの小さな集落がある。行政区画としてのミストラス地区（旧ミストラス市）の中心は、スパルティ市街の西に続くマグラに置かれている。
- 市域を流れるエヴロタス川
- 現代のミストラス

## 歴史

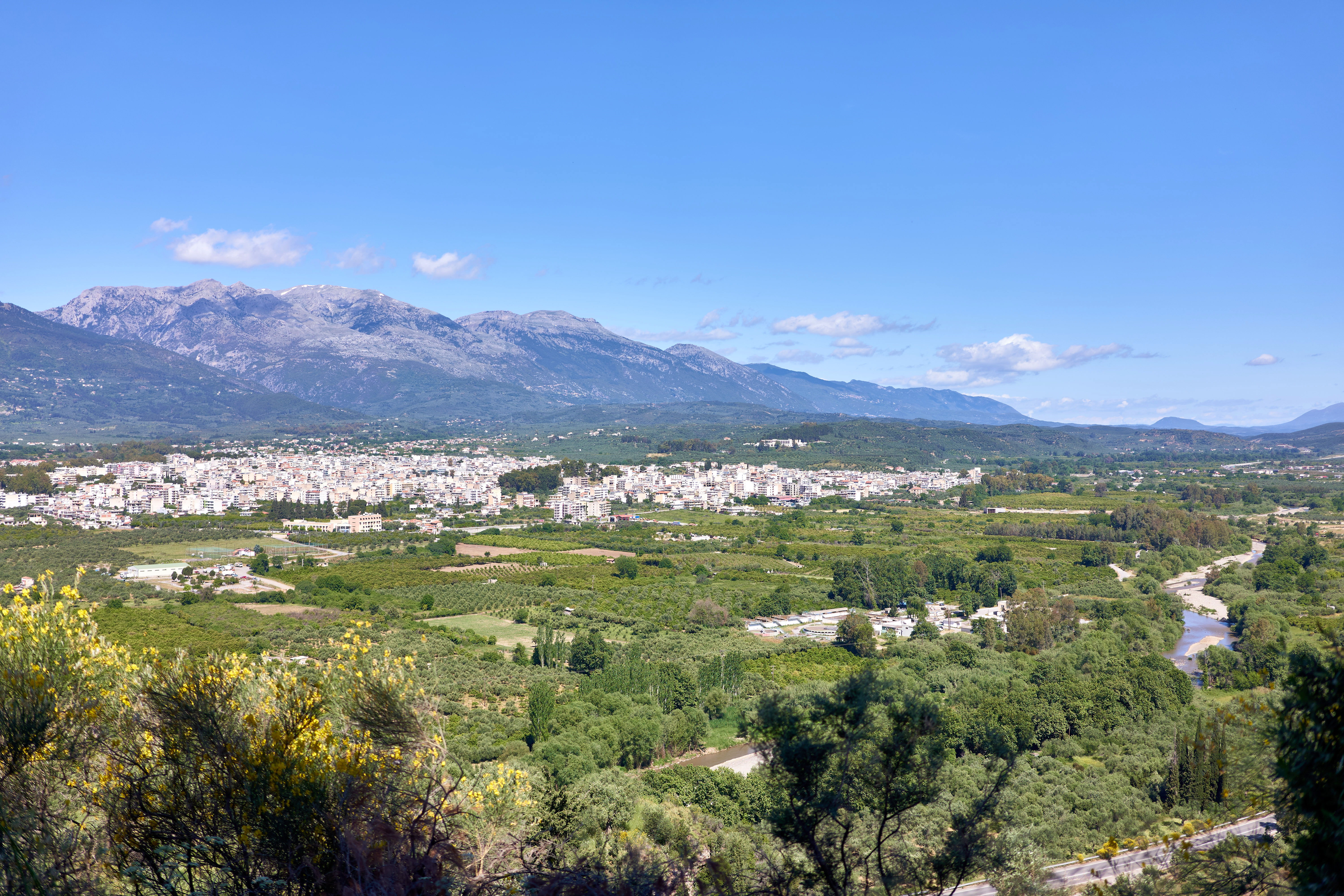
古代スパルタの遺跡から眺める現代のスパルティ

古代ギリシャから古代ローマにかけて栄えたスパルタは、395年に西ゴート族のアラリックによって破壊されたが、その後もスパルタの故地には幾度か都市の破壊と再建が繰り返された。10世紀にはラケデモンと呼ばれて府主教座が置かれ、ラコニア地方の中心地としての地位を保っていた。
13世紀、この地を支配したアカイア公国（第4回十字軍によって成立した国家）によって、ラケデモンから西へ5kmほど離れた地点にミストラスが城砦として建設された。14世紀初頭に東ローマ帝国から派遣されたマヌイル・カンダクジノス（初代モレアス専制公）がミストラスに入り、都市を整備したため、この地域の中心はミストラスに移った。15世紀後半以降のオスマン帝国時代もミストラス（メジストレ）の繁栄は続いたが、一方でスパルタの故地には小さな村落があるばかりとなった。
ギリシャ独立戦争（1821年 - 1830年）において、ミストラスはオスマン帝国軍による破壊を受け、灰燼に帰した。ドイツからギリシャ王に迎えられたオソン1世はミストラスの再建を放棄し、1834年に古代スパルタの遺跡の近くに都市を建設することを決定した。新たなスパルティの市街には、並木のある公園が配置され、ギリシャでもっとも美しい街になるよう設計された。古代都市の名を継ぐ新都市「スパルティ」には、ミストラスから建材が運ばれ、多くの住民が移り住んだ。
ギリシャが王政であった時代、「スパルティ公」（Duke of Sparta, Δοὺξ τῆς Σπάρτης）はギリシャ王太子の称号であった。

## 社会

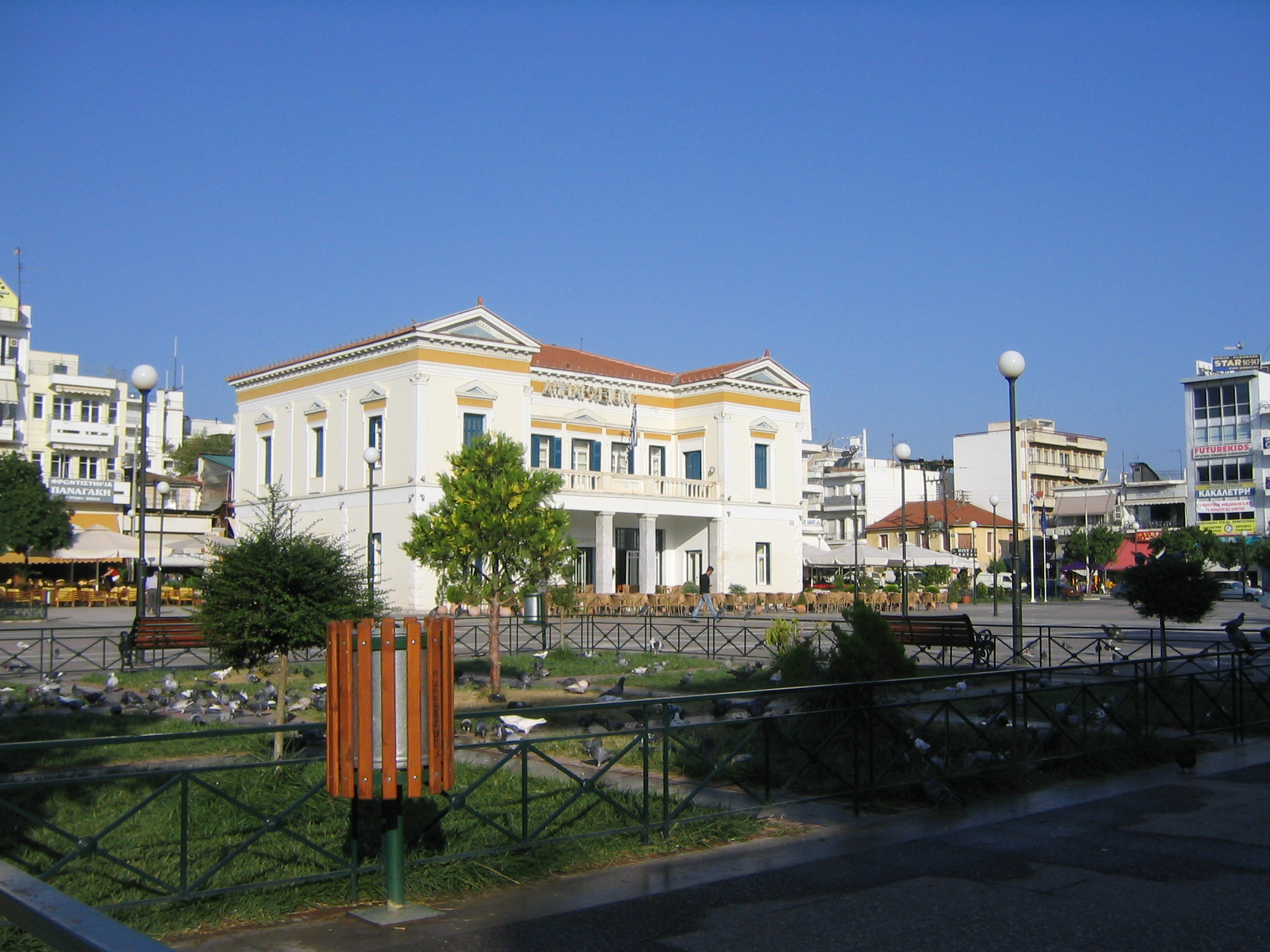
現代のスパルティ中心部

### 人口
| 年   | 都市人口 | 自治体人口 |
| ---- | -------- | ---------- |
| 1961 | 10,412   | —          |
| 1981 | 12,975   | —          |
| 1991 | 13,011   | 16,322     |
| 2001 | 14,817   | 19,567     |

### 政治
スパルティはギリシャでも最も保守的な都市とされている。王政が倒れて以降、左派の市長が就任したことのない、ギリシャでは数少ない市である。

### 産業
スパルティを中心とするエヴロタス谷地域では農業が盛んであり、柑橘類やオリーブなどが生産されている。

### 教育
- ペロポネソス大学 (University of Peloponnese)  School of Human Movement and Quality of Life Sciences

## 行政区画

ラコニア県の旧自治体（1999年 - 2010年）

ラコニア県におけるスパルティ市（2011年以後）

### 自治体（ディモス）
スパルティ市（Δήμος Σπάρτης）は、ラコニア県に属する5つの基礎自治体（ディモス）の一つである。
2010年に行われた地方制度改革（カリクラティス改革）にともない、2011年1月1日付で旧スパルティ市を含め7自治体が合併し、新たな自治体（ディモス）としてスパルティ市が発足した。旧自治体は新自治体を構成する行政区（ディモティキ・エノティタ）として位置づけられた。
下表の番号は、右に掲げた「旧自治体」地図の番号に相当する。下表の「旧自治体名」欄は、無印がディモス（市）、※印がキノティタ（村）の名を示す。
|    | 旧自治体   | 綴り      | 政庁所在地    | 面積 Km² | 人口   |
| -- | ---------- | --------- | ------------- | -------- | ------ |
| 1  | スパルティ | Σπάρτη    | スパルティ    | 84.4     | 18,184 |
| 9  | テラプネス | Θεράπνες  | ゴリツァ (el) | 261.7    | 4,480  |
| 13 | ミストラス | Μυστράς   | マグラ (el)   | 131.9    | 4,608  |
| 15 | イヌンダス | Οινούντας | セラシア (el) | 301.8    | 2,625  |
| 17 | ペラナ     | Πέλλανα   | カストリオ    | 153.7    | 3,405  |
| 20 | ファリス   | Φάρις     | クシロカンビ  | 183.7    | 5,269  |
| 22 | カリエス   | Καρυές    | カリエス (el) | ＊       | 926    |

### 旧自治体（ディモティキ・エノティタ）

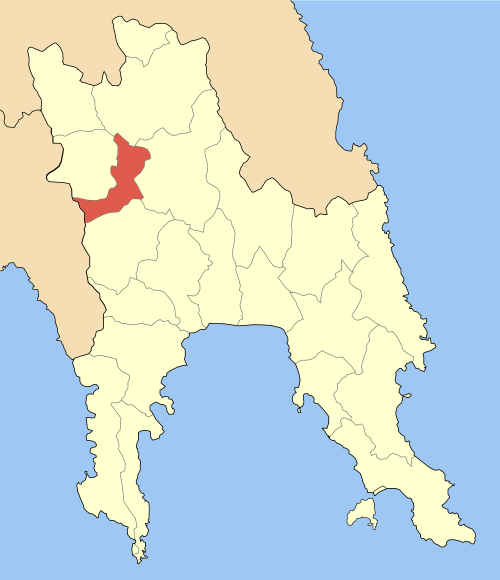
旧スパルティ市（1999年 - 2010年）

カリクラティス改革以前の旧スパルティ市にあたるスパルティ地区（Δημοτική ενότητα Σπάρτης）は、以下のキノティタ（都市域・村落）および都市・集落から構成される。
表中の Δ.δ. は Δημοτικό διαμέρισμα の略であり、カポディストリアス改革による統廃合（1999年1月施行）以前の旧自治体に由来する区画である。[　] 内は人口（2001年国勢調査）を示す。
| - Δ.δ. Σπαρτιατών スパルティ [ 15,828 ] - η Σπάρτη スパルティ [ 14,817 ] - η Αγία Κυριακή [ 74 ] - ο Γούναρης [ 174 ] - το Καλάμι [ 111 ] - η Κοκκινόρραχη [ 348 ] - η Ριβιώτισσα [ 304 ] | - Δ.δ. Αμυκλών アミクレス [ 1,009 ] - οι Αμύκλες アミクレス [ 735 ] - το Βαφειό ヴァフィオ [ 69 ] - ο Κατσαρός [ 52 ] - το Περιστέρι [ 50 ] - η Ρίζα [ 103 ] - Δ.δ. Αφισίου [ 583 ] - το Αφισί [ 583 ] - Δ.δ. Καλυβίων Σοχάς [ 388 ] - τα Καλύβια Σοχάς [ 328 ] - η Σοχά [ 60 ] - Δ.δ. Κλαδά [ 60 ] - ο Κλαδάς [ 376 ] |

- Διοικητική διαίρεση νομού Λακωνίας (πρόγραμμα Καποδίστριας) - ラコニア県の自治体・集落一覧（1999年 - 2010年）

## 交通

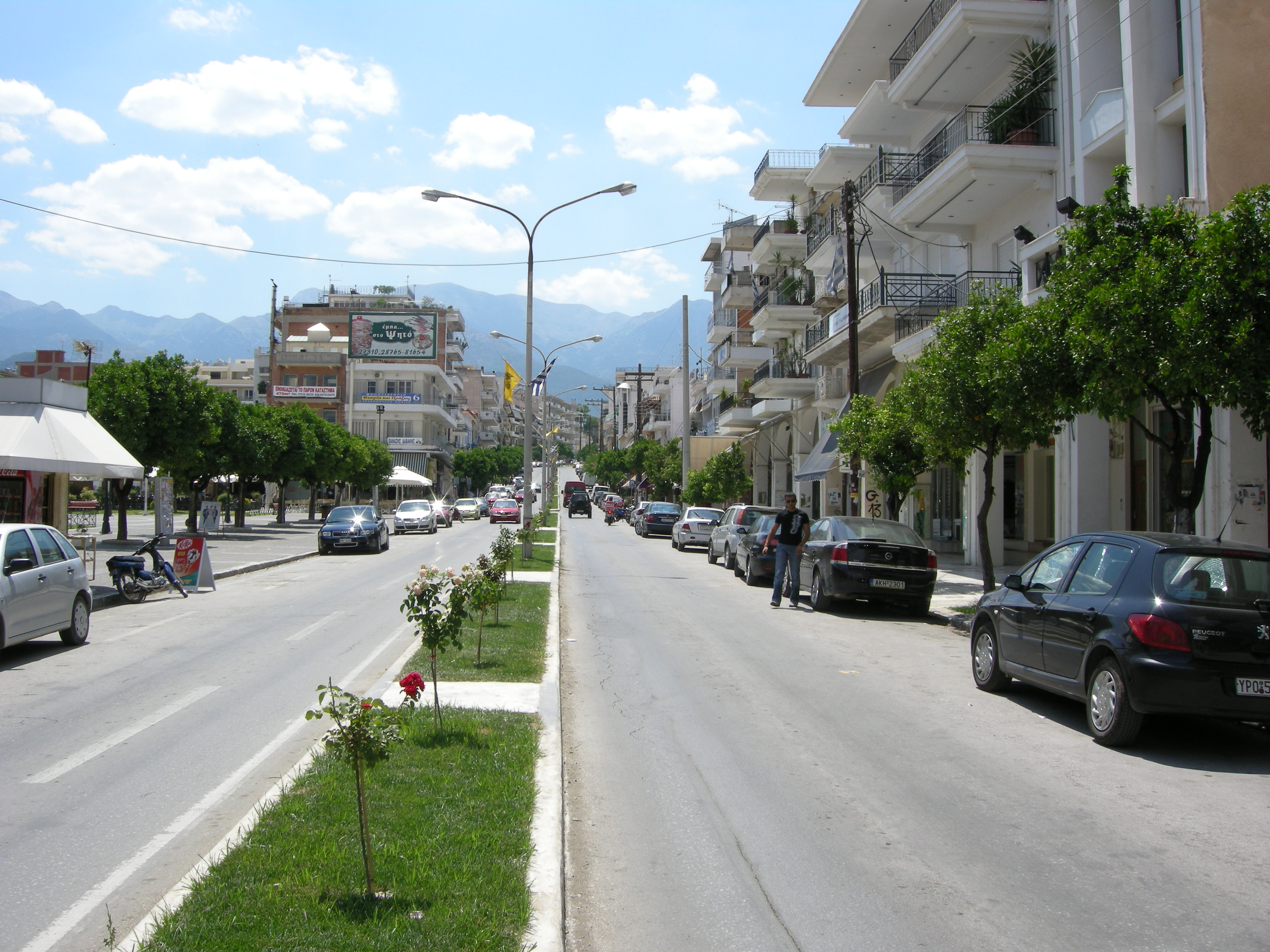
スパルティ市街

市域は南北方向に GR-37号線（GR-39号線と重複） が貫いており、ペロポネソス地方の首府トリポリと、ラコニア第二の都市である港町ギティオ（東マニ市）を結んでいる（この道路は欧州自動車道E961号線に指定されている）。スパルティ市街でから西へ GR-82号線が分かれており、タイゲトス山脈を越えてカラマタとの間を結んでいる。

### 道路
欧州自動車道路
- E961号線 (European route E961)  :　〔トリポリ〕 - セラシア - スパルティ - 〔ギティオ〕

主要な自動車道路
- GR-37号線  (Greek National Road 37)  : 〔トリポリ〕 - セラシア - スパルティ - 〔ギティオ - アレオポリ〕
- GR-39号線  (Greek National Road 39)  : 〔トリポリ〕 - セラシア - スパルティ - 〔ギティオ〕
- GR-82号線  (Greek National Road 82)  : 〔… - カラマタ〕 - スパルティ

### 空港
スパルティ市街の南17km、市域南部のファリス地区に、軍用のスパルティ飛行場  (Sparti Airport) がある。スパルティからもっとも近い民間空港はカラマタ国際空港で、西へ約60km離れている。

## 文化・観光
- 考古学博物館 (Archaeological Museum of Sparta)

スパルティ市街の中心部にあり、古代スパルタおよびミストラスの遺産を展示している。
- レオニダス王の墓

市街北西部にある。
- 古代スパルタ遺跡

古代ギリシャからローマ時代にかけての遺跡で、現代のスパルティ市街の北側に広がる。ギリシャ時代のアクロポリスの南側にはローマ時代に建設された劇場跡がある。
- ミストラス

ユネスコの世界遺産に登録されている。2010年までミストラス市はスパルティ市とは別の自治体であったが、自治体統廃合によりスパルティ市域に含まれることになった。
- 考古博物館所蔵の戦士像。レオニダス王の姿とされる。
- 古代スパルタの遺跡（劇場跡）
- ミストラスの遺跡

## 姉妹都市
- ビブロス （レバノン）
- ニシュ （セルビア）
- スタンフォード （アメリカ合衆国コネチカット州）
- Catonsville （アメリカ合衆国メリーランド州）
- Moreland （オーストラリア・ビクトリア州）
- ショプロン （ハンガリー）
- 棚倉町 （日本・福島県）
  - 1986年9月23日、友好都市締結。

棚倉町がリゾートスポーツ施設を建設するのに際し、同じ北緯37度に所在すること、スポーツと青年鍛錬のイメージを持つことからスパルティ側に提携を提案。

## おもな出身者
近現代
- レオニダス・ゾラス (de:Leonidas Zoras)  - 作曲家（1905年 - 1987年）

## 註
1. ↑  “姉妹・友好都市”.   棚倉町. 2012年2月4日閲覧。
2. ↑  “姉妹（友好）提携情報”.  自治体国際化協会. 2012年2月4日閲覧。
3. ↑  “福島県棚倉町－スパルタ市”.  在ギリシャ日本国大使館. 2012年2月4日閲覧。